# Alberto Abdala
Alberto Abdala (Maldonado, 8 de abril de 1920 — Montevidéu, 13 de janeiro de 1986) foi um advogado, pintor, professor e político uruguaio, pertencente ao Partido Colorado. Serviu como vice-presidente do Uruguai entre 1967 e 1972. 
Em 1959, foi eleito Senador, chegando a ocupar uma posição destacada na lista do Conselho Nacional de Governo, órgão colegiado que naquele momento exercia o Poder Executivo do país.